# Oryx (transporter opancerzony)
Oryx – południowoafrykański transporter opancerzony.
W  marcu 2005 roku wojsko amerykańskie zawarło z Republiką Południowej Afryki umowę, w ramach której RPA, mająca duże doświadczenie w projektowaniu pojazdów odpornych na wybuchy (Casspir, Mamba) zaprojektowało wytrzymały transporter opancerzony dla sił irackich.
Wersje:
- standardowy Oryx 4X4
- Oryx 6X6
- pojazd dowodzenia
- ambulans
- pojazd wsparcia
- platforma na broń